# Орлеанська діва (опера)
«Орлеанська Діва» (рос. «Орлеанская дева») — опера на 4 дії російського композитора  Петра Ілліча Чайковського, його ж лібрето за однойменною драмою Фрідріха Шиллера в перекладі Василя Жуковського, драмою Ж. Барб'є «Жанна д'Арк» і за лібрето опери «Орлеанська діва» О. Мерму. Написана в 1879 році, прем'єра 13 лютого 1881 р., в Маріїнському театрі, диригент Направник.

## Історія створення
Подвиг героїні французького народу Жанни д'Арк, як сюжет для опери, зацікавив Чайковського в 1878 році. Такий інтерес виник не випадково.
Романтична драма Шиллера «Орлеанська діва», вперше з величезним успіхом поставлена в Лейпцигу в 1831 році, користувалася, завдяки перекладу Жуковського (1817—1821), великою популярністю в Росії. Ця популярність ще більше зросла в роки суспільного підйому 70-х — 80-х років, і не залишила байдужим П. І. Чайковського. Крім того, після ліричних сцен «Євгеній Онєгін» композитор хотів створити театральний твір монументальнішого плану, де лірика поєднувалася б зі сценічно-декоративною манерою письма. Трагедія Шиллера давала в цьому відношенні вдячний матеріал. До того ж композитор міг скористатися чудовим текстом перекладу Жуковського.
Наприкінці 1878 року Чайковський розпочав здійснювати свій задум, одночасно складаючи лібрето і пишучи музику. У січні 1879 року він писав: «Я дуже задоволений своєю музичною роботою. Що стосується літературного боку, то є лібрето… важко передати, до чого я втомлююсь. Скільки пір'я я погриз, перш ніж витягну із себе кілька рядків! Скільки разів я встаю в абсолютному розпачі від того, що рима не дається, чи не виходить належна кількість стоп, що не втямлю, що в дану хвилину має говорити та чи інше особа». Чайковський поставив перед собою нелегке завдання: він не тільки скорочував або частково доповнював текст драми Шиллера — Жуковського, а й, прочитавши деякі історичні дослідження, а також скориставшись п'єсою Ж. Барб'є «Жанна д'Арк», вніс ряд нових сюжетно-сценічних мотивувань, які переважно торкнулися фіналу.
Попри ці труднощі, опера в ескізах була завершена до кінця лютого, а партитура — в серпні 1879 року. Усього ж робота над настільки монументальним твором зайняла у Чайковського лише дев'ять місяців. Клавір був виданий в 1880 році. Пізніше композитор вніс до неї деякі зміни.
Всупереч цензурним перешкодам «Орлеанська діва» була поставлена на сцені Маріїнського театру 13 (25) лютого 1881 року. Півтора року по тому відбулася її прем'єра в Празі. За життя Чайковського вона, однак, ставилося не часто.

### Діові особи
- Карл VII, король — тенор
- Архієпископ — бас
- дюну, французький лицар — баритон
- Ліонель, бургундський лицар — баритон
- Тібо д'Арк, батько Іоанни — бас
- Раймонд, її наречений — тенор
- Бертранд, селянин — бас
- Воїн — бас
- Іоанна д'Арк — сопрано
- Агнеса Сорель — сопрано
- Голос соло в хорі ангелів — сопрано

Кавалери і дами двору, воїни французькі та англійські, лицарі, ченці, цигани і циганки, пажі, блазні, карлики, менестрелі, кати, народ.

### 1-й акт
Франція XV століття. В розпалі Столітня війна з англійцями. На площі перед церквою сільські дівчата прикрашають дуб і співають пісеньки. Селянин Тібо д'Арк нарікає на їх легковажність у грізну для Вітчизни годину. Він стурбований долею дочки, сімнадцятирічної Жанни і хоче видати її заміж за Раймонда, щоб вберегти від небезпеки. Але Жанна відчуває як веління понад інше призначення. Тривожний сполох сповіщає про падіння Парижа і про облогу Орлеана, якому загрожує загибель. Народ в страху молиться про порятунок, Жанна натхненно пророкує про близьку перемогу над ворогом. Дівчина прощається з отчим краєм, їй чуються голоси ангелів, що благословляють її на героїчний подвиг.

### 2-й акт
У замку Шинон розважається Король, що забув свій обов'язок, зі своєю коханою Агнесою Сорель. Менестрелі, пажі, цигани, скоморохи улещують їх піснями, танцями, забавами. Ані поява лицаря Лорі, смертельно пораненого в бою, ані зречення мужнього лицаря Дюнуа («Прости! Монарха немає у нас! Я не слуга твій…») не може похитнути рішення короля рятуватися втечею. Раптом з'являються архієпископ, придворні і народ, що повідомляють Короля про втечу англійців, перемогу французів, про «славну діву», що надихнула воїнів на вирішальний бій. Жанна розповідає здивованим присутнім про бачення, яке відвідало її, і спонукало очолити боротьбу з чужинцями. Обітниця зберігати невинність було умовою цієї перемоги. За розпорядженням Короля Жанна встає на чолі війська.

### 3-й акт
Картина перша. В глухому лісі Жанна вступає у двобій з бургундським лицарем Ліонелем. Він переможений, однак скорена прекрасним ликом юнака, дівчина не в змозі убити його. Ліонель зворушений благородством Жанни: «Чутка йде, що жоден твій ворог тобою не помилуваний, за що ж мені пощада, одному?» Вона, вражена почуттям і усвідомленням можливістю порушити обітницю. Ліонель вирішується перейти на бік французів і віддає свій меч дюну. У серці супротивника запалилася любов до Жанни.
Картина друга. Народ прославляє короля і Жанну — переможницю. Її батько Тібо, однак, пригнічений, він вважає, що всі діяння дочки — від диявола і вирішує врятувати її душу, навіть пожертвувавши її життям. В момент, коли король оголошує Жанну рятівницею вітчизни і наказує спорудити їй вівтар, Тібо звинувачує дочку у зносинах з нечистим і вимагає від неї публічно довести свою невинність. На питання до неї: «Чи вважаєш себе святою і чистою?» Жанна відповіді не дає, її мучить любов до Ліонеля. Дюнуа намагається захистити героїню, але народ відрікається від неї, пророкуючи кару неба. Жанна жене Ліонеля, даремно охочого заступитися за неї, геть.

### 4-й акт
Картина перша. Жанна д'Арк, всіма покинута і проклята, одна в лісових хащах. Як «смертному осмілюсь віддати творцеві обіцяну душу?..» — мучиться вона сакраментальним питанням. Але дівчина не в змозі противитися любові, і вона пристрасно відповідає на визнання Ліонеля, який відшукав її в лісі. Раптом, однак, в лісі з'являються англійські солдати, вони вбивають Ліонеля, а Жанну відводять.
Картина друга. На площі в Руані розкладене багаття. Жанна повинна бути страчена. Народ, що заповнив площу, починає сумніватися у доцільності розправи. Однак Жанну прив'язують до стовпа, вогнище розпалюється. Дівчина, як символ захисту тримає в руках хрест, волає до Бога, вона готова смиренно прийняти смерть. Їй чуються голоси ангелів, які несуть прощення.